# I soliti ignoti
I soliti ignoti er en italiensk film fra 1958 instrueret af Mario Monicelli.

## Medvirkende
- Vittorio Gassman: Giuseppe Marchetti
- Marcello Mastroianni: Tiberio Braschi
- Renato Salvatori: Mario Angeletti
- Totò: Dante Cruciani
- Claudia Cardinale: Carmelina Nicosia
- Tiberio Murgia: Michele Nicosia
- Memmo Carotenuto: Cosimo Proietti
- Carlo Pisacane: Pierluigi Capannelle
- Carla Gravina: Nicoletta